# Konrad Fiałkowski
Konrad Fiałkowski (29. prosince 1939 Lublin – 23. listopadu 2020 Vídeň) byl polský vědec, profesor a spisovatel, autor vědeckofantastických próz.

## Život
Roku 1962 vystudoval Elektrotechnickou fakultu na Technologické univerzitě ve Varšavě, na níž roku 1964 získal doktorát z výpočetní techniky a habilitoval se roku 1966. Během svého působení na Pensylvánské univerzitě v roce 1968 prováděl výzkum genetických algoritmů. Od roku 1973 má vědecký titul mimořádného profesora počítačových věd, od roku 1981 titul profesora řádného.
V letech 1973–1975 působil jako profesor na Technologické univerzitě ve Varšavě, v letech 1975–1981 byl ředitelem INTE (Instytut Informacji Naukowej, Technicznej i Ekonomicznej, česky Institut vědeckých, technických a hospodářských informací), v letech 1996–2007 působil jako profesor na Rensselaer Polytechnic Institute v Troy ve státě New York a od roku 1997 je profesorem Varšavské univerzity.
Od roku 1968 je členem seniorem IEEE (Institute of Electrical and Electronics Engineers, česky Institut pro elektrotechnické a elektronické inženýrství), dále je počítačovým expertem UNESCO. Napsal více než osmdesát vědeckých prací z oblasti výpočetní techniky a kybernetiky.
Jako spisovatel sci-fi debutoval časopisecky roku 1956, knižně roku 1963 sbírkou povídek Wróble Galaktyki (Vrabčáci galaxie). V současné době patří mezi přední polské autory tohoto žánru. Jeho příběhy jsou většinou založeny na konfliktu člověka s rozvíjející se vědou a technikou, píše o kontaktech s mimozemšťany a o cestování v čase. Napsal několik desítek povídek a dva romány. Roku 1976, během Euroconu v Poznani, získal zvláštní cenu za celoživotní literární dílo.

## Dílo
- Wróble Galaktyki (1963, Vrabčáci galaxie), sbírka povídek.
- Poprzez piąty wymiar (1967, Pátý rozměr), sbírka povídek.
- Włókno Claperiusa (1969, Claperiovo vlákno), sbírka povídek.
- Kosmodrom (1975–1976), dvoudílné souborné vydání autorových povídek.
- Witalizacja kosmogatora (1978, Vitalizace kosmogátora), sbírka povídek.
- Gdy oni nadlecą (1978, Když přiletí), sbírka povídek.
- Homo divisus (1979), román, jehož hrdina je z 20. století přenesen jako objekt lékařského experimentu do budoucnosti.
- Adam, jeden z nas (1986, Adam, jeden z nás), román, parafráze biblického příběhu přenesená do vesmíru.
- Biohazard (1990), sbírka povídek.

## Česká vydání

### Knihy
- Pátý rozměr, vyšlo v edici 13, Mladá fronta, Praha 1971, vybrala a uspořádala Klára Vachulová, přeložila Helena Stachová, výbor ze sbírek Poprzez piąty wymiar a Włókno Claperiusa, kniha obsahuje tyto povídky: Strážný (1961, Strażnik), Ploxis (1961), Vitalizace kosmogátora (1966, Witalizacja kosmogatora), Elektronkový medvídek (1967, Elektronowy miś), Druh homo sapiens (1965, Gatunek Homo Sapiens), Pátý rozměr (1963, Poprzez piąty wymiar), Naděje na smrt (1961, Szansa śmierci), Claperiovo vlákno (1968, Włókno Claperiusa), Biohazard (1969) a Jeho první tvář (1967, Jego pierwsza twarz).
- Homo divius, vyšlo v antologii Eperiment člověk, Svoboda, Praha, 1983, přeložila Zdeňka Koutenská.

### Samostatné povídky
- Můžeš si vybrat, In (1962, Prawo wyboru), vyšlo v časopise Věda a technika mládeži. ročník 16 (1962), číslo 15–18, přeložil Jan Vlaha.
- Vrabčáci galaxie (1961, Wróble Galaktyki), vyšlo v antologii Rakety z Tantalu, Albatros, Praha 1964, přeložil Jaroslav Simonides.
- Já, Milikilos (1963, Ja, Milikilos), vyšlo v časopise Věda a technika mládeži. ročník 21 (1967), číslo 26 a ročník 22 (1968), číslo 1–2, přeložil Vladimír Haralík.
- Cerebroskop (1960), vyšlo v revui Světová literatura, Ročník 24 (1979), číslo 5 a v antologii Hledání budoucího času, Práce, Praha 1985, přeložil Ludvík Štěpán.
- Když přiletí (1970, Gdy oni nadlecą), vyšlo v revui Světová literatura, Ročník 24 (1979), číslo 5.
- Adama a Eva (1969, Adam i Ewa), vyšlo v antologii Stvořitelé nových světů, Albatros, Praha 1980, přeložil Ivo Železný, znovu Art-servis, Praha 1990.
- Biohazard (1969), vyšlo v antologii Fantastika 80, Lidové nakladatelství, Praha 1980, přeložila Helena Stachová.
- Strážný (1961, Strażnik), vyšlo v časopise časopise Zápisník, ročník 1981, čísla 24–25.
- Ten, který zůstává nad oběma časy (1967, Ten, który trwa nad granicą dwu czasów...), vyšlo v antologii Touha po modrém nebi, Práce, Praha 1981, přeložil Ludvík Štěpán.
- Kopie, vyšlo v časopise Interpress, ročník 1987, číslo 1, jedná se o povídku Druh homo sapiens (1965, Gatunek Homo Sapiens).
- Její hlas (1963, Jej głos), vyšlo v časopise Interpress, ročník 1987, číslo 1.
- Nulové řešení (1965, Zerowe rozwiązanie), vyšlo v antologii Vládcové času, Albatros, Praha 1988, přeložil Pavel Weigel.
- Vánoční telefon (1985, Telefon wigilijny), vyšlo ve fanzinu Ikarie XB-2 1987 a časopise Zápisník, ročník 1989, číslo 25, přeložil Jaroslav Olša, jr.